# .tm
.tm je vrhovna internetska domena (country code top-level domain - ccTLD) za Turkmenistan. Domenom upravlja NIC.TM.

## Vanjske poveznice
- IANA .tm whois informacija  Arhivirana inačica izvorne stranice od 21. kolovoza 2008. (Wayback Machine)